# Sziklay Kornél
Sziklay Kornél, néhol Sziklai, született Stein Samu (Pest, 1869. december 7. – Budapest, Terézváros, 1919. augusztus 6.) magyar színész. Testvére Sziklai Szeréna énekes-színésznő.

## Életpályája
Stein Dávid bizományos és Gottesmann Cecília (1842–1908) fiaként született zsidó családban. Reáliskolai végzettsége után, 1887. március 28-án színésszé lett vidéken, először Hegyi Gyulánál, Szentendrén lépett színpadra. 1891-ben Halmay Imrénél volt Miskolcon, majd Győrött, Komjáthy Jánosnál. 1896-ban a megnyíló Vígszínház szerződtette, 1897-ben a Magyar Színház tagja lett, amitől 1905. április 25-én megvált és ugyanezen év november 15-én a Király Színház meghívását fogadta el. 1904. március 18-án megalapította a Városligetben a Kis Színházat, amely később a Kolosszeum nevet viselte. Igazgatója volt a Népszínpadnak is. 1916. szeptember 7-én megnyitotta az Érdekes Kabarét. Stein családi nevét 1904-ben Sziklaira változtatta.
Kiváló komikus volt, groteszkségében is mindig eredeti. Neve ismert volt egész Budapesten, de ha vidékre meghívták, ott is egyformán ünnepelték, akárcsak a fővárosban. A humor ősadományán kívül valami hallatlan testi ügyességet hozott magával a színpadra, a cirkuszi clown csodálatos gumiszerűségét, melyet ízlésével, ötletességével, friss fiatalságával, zenei tudásával tett nemesebbé. És még valamit hozott a színpadra: az emberi szív melegségét. Hangja, gesztusa, nézése, minden mozdulata a természetesség impresszióját költötte föl azokban is, akik testi alakjában legelőször látták. Mint színműírónak is ismert neve van irodalmunkban.
Halálát szervi szívbaj okozta. A Kis Színkör lebontása után, családja a színkör tégláiból síremléket készíttetett.
Neje Szilassy Rózsa (Czirok Rozália) színésznő volt, akivel 1900. szeptember 18-án kötött házasságot Budapesten, a Terézvárosban.

## Színművei
- Rendez-vous, énekes bohózat 3 felvonásban. Bemutató: 1893, Városligeti Színkör
- Mike Dénes leánya, népszínmű 3 felvonásban. Bemutató: 1897, Sopron
- Betörők, bohózat 3 felvonásban. Bemutató: 1897, Városligeti Színkör
- Bölcsődal, falusi történet, 1 felvonásban. Bemutató: 1897, Magyar Színház
- Koldus és királyfi, operett. Bemutató: 1900. szeptember 29., Magyar Színház
- Napoleon, énekes játék. Bemutató: 1903. március 24., Magyar Színház

## Fontosabb szerepei
- Ollendorf (Millöcker: Koldusdiák)
- Zsupán (Strauss: A cigánybáró)
- Tallérosy (Jókay M.: A Barangok)
- Wun Csi (Jones: A gésák)
- Jim (Verő Gy.: Kleopátra)
- Pfefferkorn (Lehár F.: Drótostót)
- Mujkó (Huszka J.: Gül Baba)
- Krausz bácsi (Aranylakodalom)
- Korláth Hector (Huszárvér)
- Bronson (New York szépe)
- Larivaudier (Angot asszony leánya)
- Boisfleury (Utazás egy apa körül)
- Nepomuk (Dupla feleség)
- Javanson (Durand és Durand)
- Amandus (Ifjúság)
- Gáspár apó (Cornevillei harangok)

## Működési adatai
1886–87: Andrássy–Bogyó; 1887–88: Hegyi, Báródy Károly; 1889–90: Tiszay Dezső; 1890–91: Makó Lajos; 1891: Városligeti Színkör; 1891–92: Halmai Imre; 1892–93: Aradi Gerő; 1893: Városliget; 1893–96: Komjáthy János; 1896: Vígszínház; 1897–1910: Magyar Színház, Király Színház; 1910-től Városligeti Színház; 1914: Népopera, Király Színház.